# Alberto Cavalli (pittore)

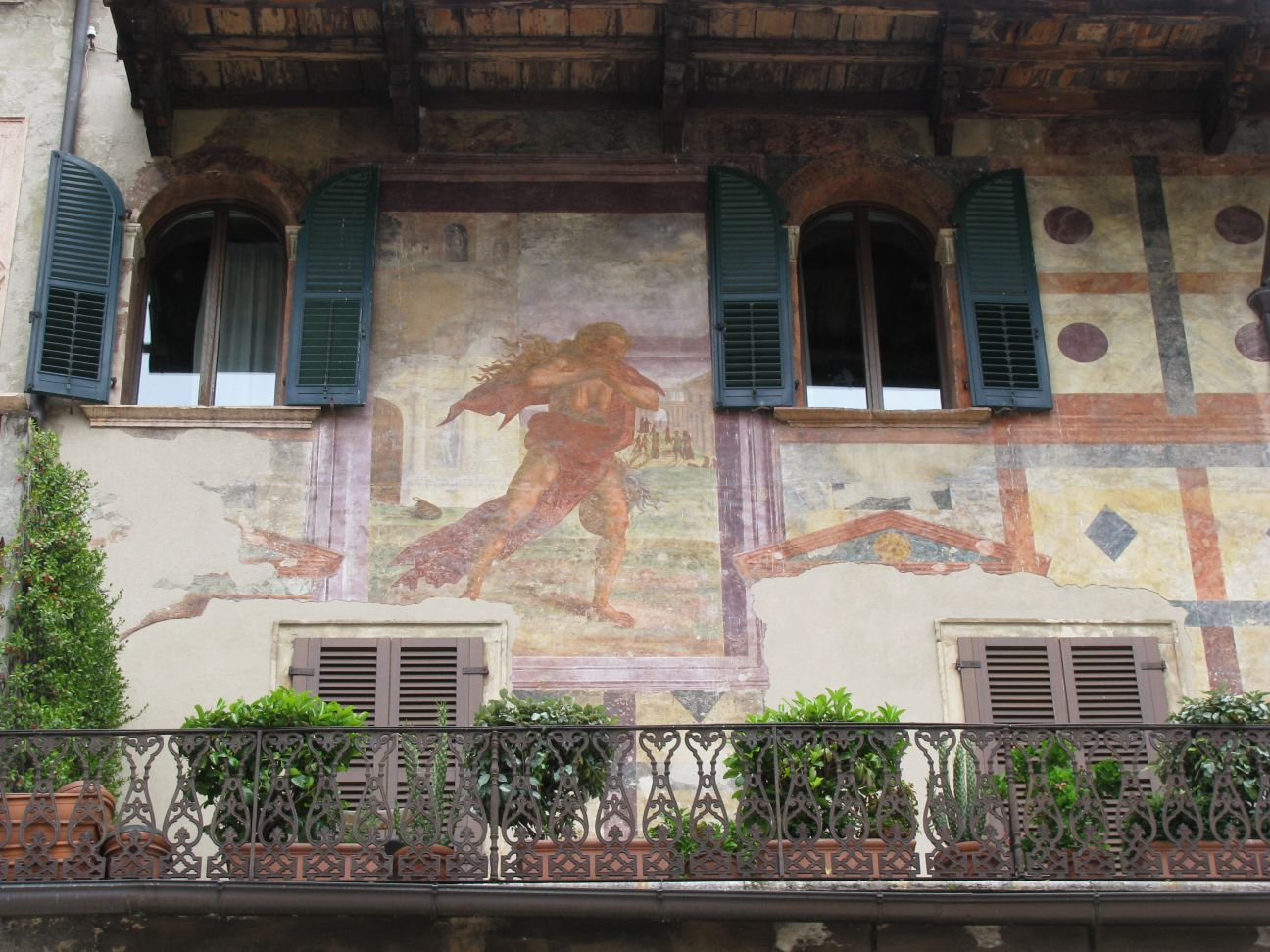
Affreschi di Case Mazzanti a Verona

Alberto Cavalli (XVI secolo – XVI secolo) è stato un pittore italiano.

## Biografia
Poco si conosce della sua vita. Fu allievo del pittore Giulio Romano.
Di origini mantovane, è l'autore degli affreschi del 1540 circa, che ornano le facciate delle Case Mazzanti verso piazza delle Erbe a Verona. Ha anche affrescato alcuni soffitti del Palazzo Ducale di Sabbioneta.